# Caedicia hirsuta
Caedicia hirsuta är en insektsart som beskrevs av Johann Gottlieb Otto Tepper 1892. Caedicia hirsuta ingår i släktet Caedicia och familjen vårtbitare. Inga underarter finns listade i Catalogue of Life.